# Сущево (Тверская область)
Сущево — деревня в Калязинском районе Тверской области, входит в состав Алфёровского сельского поселения.

## География
Деревня находится в 25 км на юго-запад от райцентра города Калязина.

## История
В конце XIX — начале XX века деревня являлась центром Сущевской волости Калязинского уезда Тверской губернии. 
С 1929 года деревня входила в состав Спасского сельсовета Нерльского района Кимрского округа Московской области, с 1935 года — в составе  Калининской области, с 1956 года — в составе  Калязинского района, с 1994 года — в составе Спасского сельского округа, с 2005 года — в составе Алфёровского сельского поселения.

## Население
| 1859 | 1888 | 2002 | 2010 |
| ---- | ---- | ---- | ---- |
| 202  | ↗239 | ↘14  | ↘11  |